# Choroba aksamitna

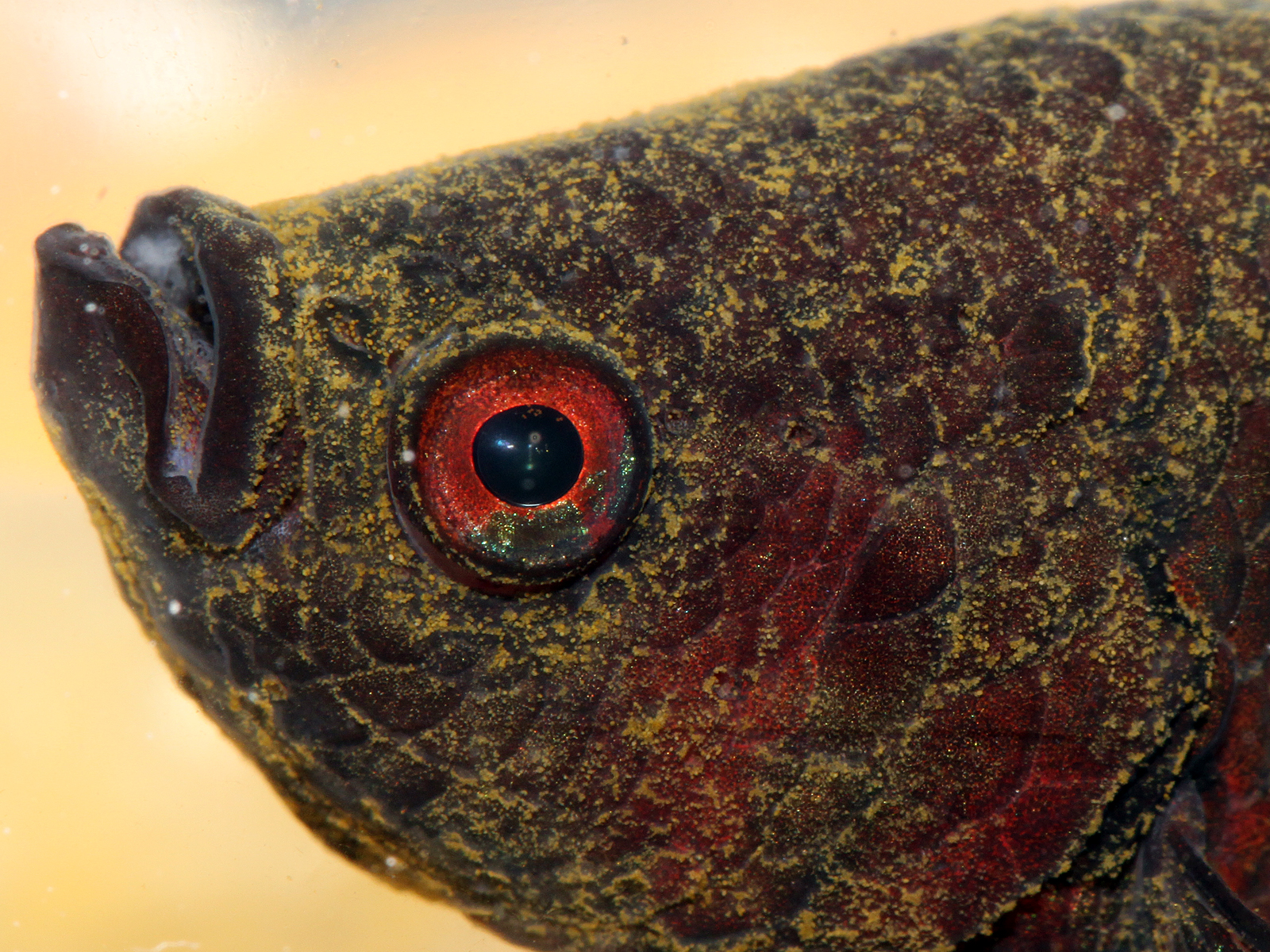
Bojownik wspaniały zarażony chorobą oodinozą

Choroba aksamitna, oodinioza, choroba welwetowa, choroba złotego piasku, choroba rdzy – inwazyjna choroba pasożytnicza wywoływana przez pierwotniaki z grupy bruzdnic.
Chorobę tę wywołują trzy gatunki bruzdnic:
- U ryb słodkowodnych – Oodinium pillularis lub Oodinium limnetioum.
- W przypadku ryb morskich – Oodinium ocellatum i nazywana jest chorobą ryb koralowych.

Choroba nie leczona może doprowadzić do znacznego pomoru ryb, szczególnie ryb młodych.

## Występowanie
Bruzdnice z rodzaju Oodinium występują w naturze w trzech zasadniczych postaciach: osiadłej, czyli pasożytniczej, w formie cysty rozwojowej oraz dinospory.
Oodinium pillularis atakuje skórę, jak również występuje pod naskórkiem powodując miejscowe uwypuklenia.
Pojawia się na płetwach, w okolicach oczu lub w dołkach węchowych. Niekiedy występuje również pod nabłonkiem jamy gębowej, jak również i w skrzelach, w jego listkach czy łukach skrzelowych.
Pasożyty są niebezpieczne przede wszystkim dla młodych ryb. Ryby labiryntowe są szczególnie wrażliwe przed osiągnięciem długości 1,5–2 cm.
O. ocellatum atakuje przede wszystkim skrzela, niekiedy tylko skórę (pod naskórkiem).
W większości przypadków oodinioza ma charakter przewlekły.

## Wygląd
Pasożytnicza postać rodzaju Oodinium posiada kształt gruszkowaty lub elipsoidalny z przewężeniem z jednej strony. Wielkość pasożyta w początkowej fazie inwazji wynosi ok. 20 µm średnicy, w końcowym etapie rozmiary jego dochodzą do 140–170 µm.
Pasożyty te posiadają ścianę komórkową zbudowaną ze sztywnej substancji (podobnej do chityny) o strukturze ziarnistej. W centrum takiej komórki występuje jądro. W przypadku O. ocellatum jądra tego nie widać, ponieważ plazma komórkowa jest u niego ciemna i nieprzezroczysta.
W badaniu mikroskopowym zauważyć można, że z przewężonego końca pasożyta rozgałęziają się wypustki-nibynóżki (podobne do korzeni roślin), które wnikają w skórę żywiciela oraz wakuole i liczne ziarnistości.
Wyrośnięte przypominają kulorzęska (Ichthyophthirius multifiliis). Najbardziej widoczna różnica między nimi polega na tym, że kulorzęsek posiada charakterystyczne podkowiaste jądro (makronukleus) i jest pokryty drobnymi rzęskami. Szczegółowych różnic jest więcej ponieważ należą one do różnych typów pierwotniaków.

## Cykl rozwojowy
Osiadła postać po nagromadzeniu odpowiednich zapasów żywnościowych opuszcza swego żywiciela i opada swobodnie na rośliny wodne lub na dno akwarium. Tam w krótkim czasie otacza się śluzową otoczką tworząc cystę rozwojową. Stadium to nosi nazwę palmella (nie należy jej jednak mylić z zielenicą noszącą tę nazwę). Wewnątrz tej cysty rozpoczyna się proces rozwojowy, w wyniku którego następuje wielokrotny podział komórki, tworząc liczne (32-64) nowe komórki rozrodcze. Po osiągnięciu pełnej dojrzałości osłona cysty rozpada się pozwalając nowym komórkom potomnym na wydostanie się do wody. Po kilku minutach nowe komórki przybierają postać pływek. Pływka ta zwana dinosporą jest tworem jednokomórkowym zaopatrzonym w plamkę oczną i bruzdę poprzeczną. Dinospora posiada dwie witki. Jedna z nich (dłuższa) umożliwia pływce poruszanie się w wodzie, druga zaś przebiega w bruździe pancerzyka złożonego z płytek błonnika otaczając komórki dinospory. U nasady wici występuje pulsująca wakuola otoczona systemem drobnych kanalików, które stanowią organellum wydalnicze pływki. Dinospora jest inwazyjną postacią tych pasożytów.
Warunki najkorzystniejsze dla dinospory wynoszą 23-25 °C. W tej temperaturze zachowuje ona największą żywotność i zdolność do inwazji na rybę przez okres 12-24 godzin. Po tym czasie zapasy chlorofilu wyczerpują się i dinospory giną. W czasie największej swej aktywności dinospory pływają bardzo szybko w poszukiwaniu nowego żywiciela.
Długość całego cyklu rozwojowego Oodinium (jak również poszczególnych jego etapów) jest uzależniona od temperatury i natężenia światła.
Po zetknięciu się z rybą osiedlają się na powierzchni skóry, u nasady płetw, na skrzelach, na stronie spodniej powierzchni łusek, również w jamie nosowej i w okolicach oczu.
Wkrótce po inwazji na nową rybę i osiedleniu się dinospora traci witki, pasożyt zaś przekształca się w postać osiadłą. Tam pożywiając się i zwiększając swe rozmiary po pewnym czasie opuszcza rybę rozpoczynając cały cykl rozwojowy od nowa. W dobrych warunkach (23-25 °C) okres wzrostu pasożyta na ciele ryby (od zakotwiczenia się dinospory do opuszczenia ryby) trwa 3-4 dni.
Przy wtórnej inwazji, dinospory atakują przeważnie te same rejony ciała ryby, w których miała miejsce poprzednia inwazja.
Optymalne warunki rozwoju O. pillularis wynoszą 22-25 °C, dla O. ocellatum temperatura powyżej 20 °C. W temperaturach wyższych lub niższych cykl rozwojowy pasożytów ulega spowolnieniu. (22-26 °C cały cykl rozwojowy trwa 8-10 dni, 23-25 °C 6-8 dni).

## Objawy
Obecność w akwarium pasożytów z rodzaju Oodinium może być niezauważona przez dłuższy czas. Pasożyty te mogą w tym czasie odbyć wielokrotnie swój cykl rozwojowy nie ujawniając żadnych wyraźnych objawów chorobowych.
W przypadku infekcji, na całym ciele i płetwach można zaobserwować zwiększone wydzielanie się śluzu i obecność drobniutkich, ciemnych żółtawo-brązowych punkcików, miejscami przechodzące w szarość. Przy dużym stężeniu inwazji na skórze pojawia się nalot w kolorze ciemnoperłowym bądź lekko złotawym. W świetle można zaobserwować nalot w postaci drobnego proszku, a w miejscach szczególnie zaatakowanych przebarwienia lub łuszczenie się naskórka.
Chore ryby są nieco niespokojne, ocierając się o przedmioty stwarzają następne okazje do inwazji. Niekiedy kryją się po kątach, wśród roślin. W okresie choroby rzadko przyjmują pokarm. Płetwy bywają sklejone, złożone, lekko wystrzępione. Skóra wyglądem przypomin postrzępione kawałki.
Przy większym natężeniu występującym na skrzelach, dochodzi wówczas u ryb do zaburzeń w oddychaniu, co utrudnia rybie skórne oddychanie. Pojawiać się mogą wybroczyny lub przekrwienie się listków skrzelowych.

## Zwalczanie choroby
W warunkach akwariowych: Kwarantanna. Okres kwarantanny przynajmniej 10–14 dni. Po tym okresie można zastosować profilaktyczną kąpiel celem likwidacji ewentualnego nosicielstwa pasożyta. W przypadku zakupu bardzo młodych ryb (szczególnie labiryntowych) wskazane jest ich przebywanie w osobnym zbiorniku do czasu aż osiągną wzrost min. 1,5–2,5 cm.
Preparaty używane do leczenia nie zawsze skutecznie oddziałują na pasożyty zagłębione w skórze (pod naskórkiem) lub będącego w stadium cysty. Wydobywające się z cysty dinospory są za to bardzo wrażliwe nawet na niewielkie ilości leku. Te same cechy wrażliwości wykazują osiadłe formy występujące na powierzchni skóry.
W czasie kąpieli leczniczych należy podnieść temperaturę do 27-30 °C, zbiornik należy dobrze oświetlić. W ten sposób skracamy w dużym stopniu cały cykl rozwojowy powodując szybszą kurację.
Jeżeli w akwarium ogólnym stwierdzona jest obecność oodiniozy należy bez wyjątku wszystkie ryby umieścić w nowym akwarium i tam przeprowadzić zabiegi lecznicze. W tym czasie akwarium z roślinami pozostaje ogrzewane (25-27 °C) i oświetlane. Bez ryb pozostaje 7-8 wraz z podanym środkiem dezynfekującym np. Aquaseptin, Abioseptyna, MFC.
- Trypaflawina (akryflawina) – 1 g na 100 l wody – 2-12 godz.
  - lub kąpiel długotrwała (5 dni) – 1 ml na 5 l wody; po 2 dniach ponowić 1 ml
- Błękit metylowy – 1 ml na 4,5-5 l wody
  - lub kąpiel długotrwała przez 8 dni w ilości 1 g/100 ml wody
- Chloramfenikol (detreomycyna) – 50-80 mg na 1 l wody (8 godzin)
  - lub 6,6 mg/l wody (kąpiel długotrwała przez 8 dni)
- kąpiel w roztworze soli kuchennej 10–15 g/l
- Sera oodinopur – 0,3 mg/l wody
- Tetracyklina – 1 tabletka na 50 l wody przez okres kilku dni.

## Zapobieganie chorobie
W warunkach akwariowych:
- nie sprowadzać nowych ryb chorych lub będących nosicielami Oodinium;
- zwracać uwagę aby pasożyt nie przedostał się do zbiornika wraz z żywym pokarmem, roślinami, ślimakami;
- duże ryzyko zarażenia występuje w przypadku sprowadzania pokarmu naturalnego odławianego ze zbiorników z podgrzewaną wodą (elektrociepłownia);
- należy nie zapominać, że mogą zdarzyć się przypadki zarażenia od ryb „zadomowionych” w akwarium i tą drogą sprowadzane (utajone zjawisko).